# Deutsche Meisterschaften im Rennrodeln 2006
Die vorgezogenen Deutschen Meisterschaften im Rennrodeln 2006 fanden vom 21. bis 23. Oktober 2005 auf der Rennrodelbahn im thüringischen Oberhof statt.
Die Titelkämpfe in den Einsitzern für Frauen und Männer sowie dem Doppelsitzer wurden am 23. Oktober 2005 ausgetragen und fungierten als Qualifikations- und Selektionsrennen für die Rennrodel-Weltcupsaison 2005/06. Die Titel gingen an Sylke Otto im Einsitzer der Frauen, David Möller im Einsitzer der Männer und Sebastian Schmidt/André Forker im Doppelsitzer.

## Ergebnisse

### Einsitzer der Frauen
| Platz | Sportlerin           | Verein                        | Laufzeiten        | Zeit         |
| ----- | -------------------- | ----------------------------- | ----------------- | ------------ |
| 1     | Sylke Otto           | WSC Erzgebirge Oberwiesenthal | 43,601 s 43,519 s | 1:27,120 min |
| 2     | Silke Kraushaar      | BSR Rennsteig Oberhof         | 43,655 s 43,624 s | +0,159 s     |
| 3     | Barbara Niedernhuber | WSV Königssee                 | 43,582 s 43,927 s | +0,389 s     |
| 4     | Anke Wischnewski     | WSC Erzgebirge Oberwiesenthal | 43,871 s 43,662 s | +0,413 s     |
| 5     | Anja Eberhardt       | BSR Rennsteig Oberhof         | 44,024 s 43,801 s | +0,705 s     |
| 6     | Corinna Martini      | BSC Winterberg                | 44,154 s 43,861 s | +0,895 s     |
| 7     | Tatjana Hüfner       | WSC Erzgebirge Oberwiesenthal | 44,594 s 43,667 s | +1,141 s     |
| 8     | Natalie Geisenberger | ASV Miesbach                  | 44,374 s 43,921 s | +1,175 s     |
| 9     | Astrid Scharfe       | SSV Altenberg                 | 44,172 s 44,125 s | +1,177 s     |
| 10    | Anne Heckert         | RC Ilmenau                    | 44,227 s 44,288 s | +1,395 s     |
| 11    | Denise Volkmann      | RRC Zella-Mehlis              | 44,428 s 44,242 s | +1,550 s     |
| 12    | Stefanie Sieger      | WSV Königssee                 | 44,643 s 44,123 s | +1,646 s     |
| 13    | Carolin Kölbel       | WSV Königssee                 | 44,092 s 44,752 s | +1,724 s     |
| 14    | Lisa Liebert         | SSV Altenberg                 | 45,725 s 44,145 s | +2,750 s     |
| 15    | Susanne Lutz         | SV Ilmtal Manebach            | 47,653 s 46,220 s | +6,753 s     |
| 15    | Stephanie Grundmann  | Schierker RBV                 | 48,743 s 48,290 s | +9,913 s     |

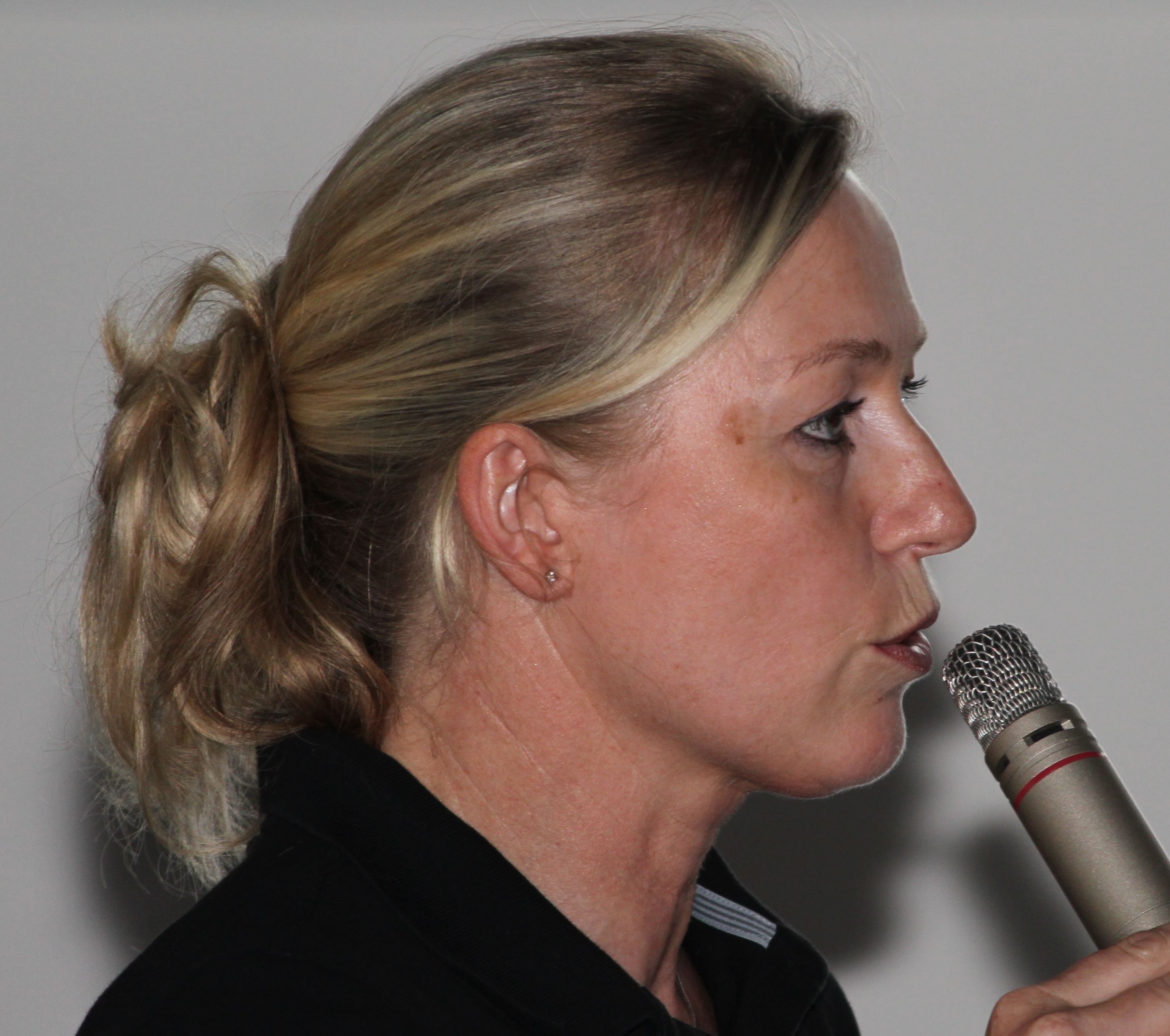
Sylke Otto, Deutsche Meisterin

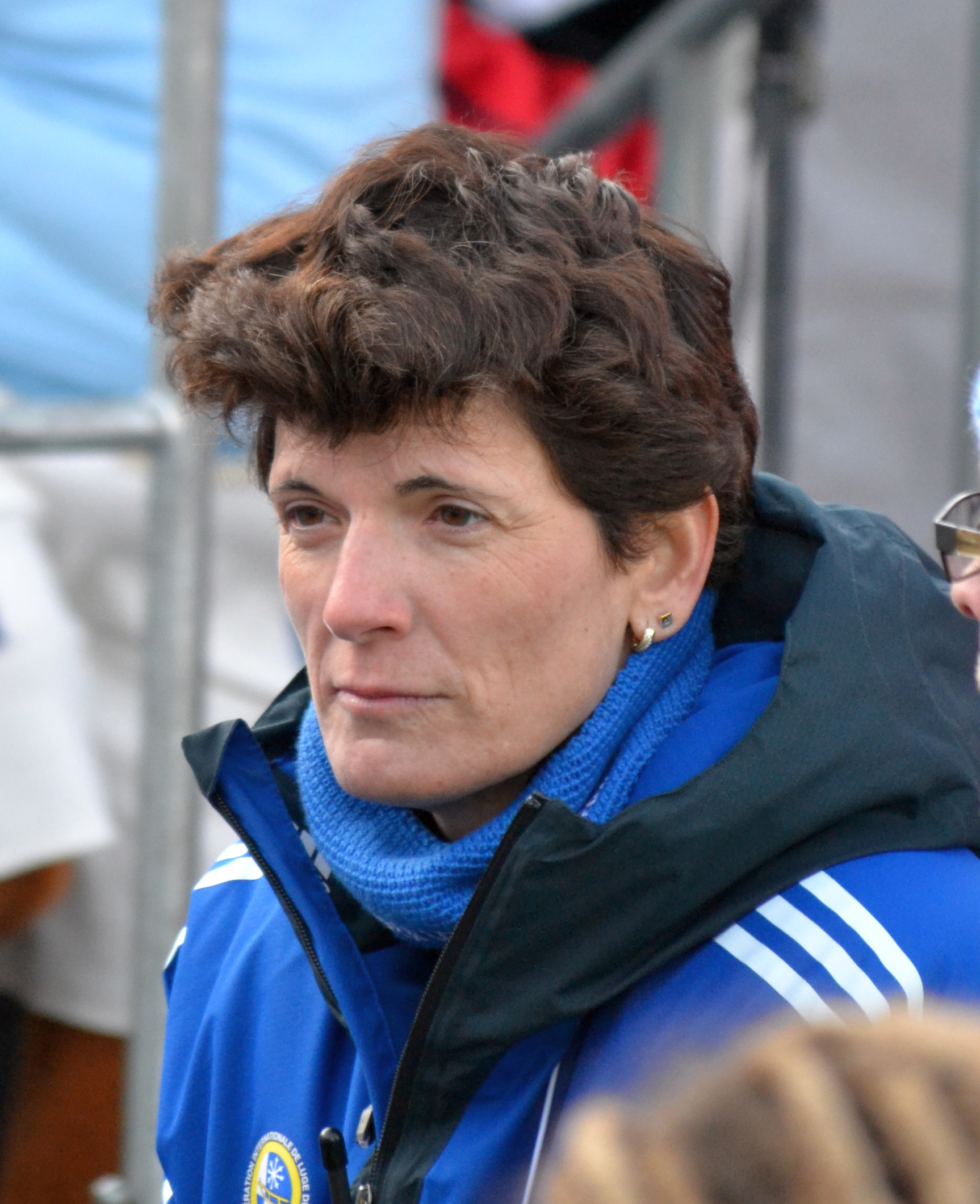
Barbara Niedernhuber bestritt ihre letzten nationalen Meisterschaften.

Es traten 16 Starterinnen an. Sylke Otto, die nach dem ersten Lauf noch auf Rang 2 lag, sicherte sich mit Bestzeit im zweiten Lauf den Meistertitel. Silke Kraushaar wurde Vizemeisterin. Barbara Niedernhuber, nach der ersten Lauf noch Führende, erreichte – nach einem schweren Startfehler im zweiten Lauf – bei ihren letzten nationalen Meisterschaften den Bronzerang. Anke Wischnewski wurde Vierte, Anja Eberhardt Fünfte und Corinna Martini erreichte Rang 6. Tatjana Hüfner, Natalie Geisenberger, Astrid Scharfe und Anne Heckert komplettierten die Top 10.

### Einsitzer der Männer
| Platz | Sportlerin      | Verein                        | Laufzeiten        | Zeit         |
| ----- | --------------- | ----------------------------- | ----------------- | ------------ |
| 1     | David Möller    | RRV Sonneberg                 | 46,208 s 46,142 s | 1:32,350 min |
| 2     | Denis Geppert   | WSC Erzgebirge Oberwiesenthal | 46,653 s 46,002 s | +0,305 s     |
| 3     | Robert Eschrich | BSR Rennsteig Oberhof         | 46,508 s 46,180 s | +0,338 s     |
| 4     | Andi Langenhan  | RRC Zella-Mehlis              | 46,648 s 46,072 s | +0,370 s     |
| 5     | Andreas Graitl  | RC Berchtesgaden              | 46,419 s 46,492 s | +0,531 s     |
| 6     | Denis Bertz     | WSC Erzgebirge Oberwiesenthal | 46,913 s 49,175 s | +0,738 s     |
| 7     | Felix Loch      | RC Berchtesgaden              | 46,692 s 46,413 s | +0,755 s     |
| 8     | Richard Grill   | WSV Königssee                 | 47,043 s 46,602 s | +1,295 s     |
| 9     | Hans Kempter    | BSR Rennsteig Oberhof         | 47,185 s 46,841 s | +1,676 s     |
| 10    | Tobias Raßbach  | BSR Rennsteig Oberhof         | 47,259 s 46,826 s | +1,735 s     |
| 11    | Patrik Gutjahr  | SV Ilmtal Manebach            | 49,230 s 47,949 s | +4,829 s     |
| 12    | Johannes Ludwig | BSR Rennsteig Oberhof         | 47,133 s 50,404 s | +5,187 s     |

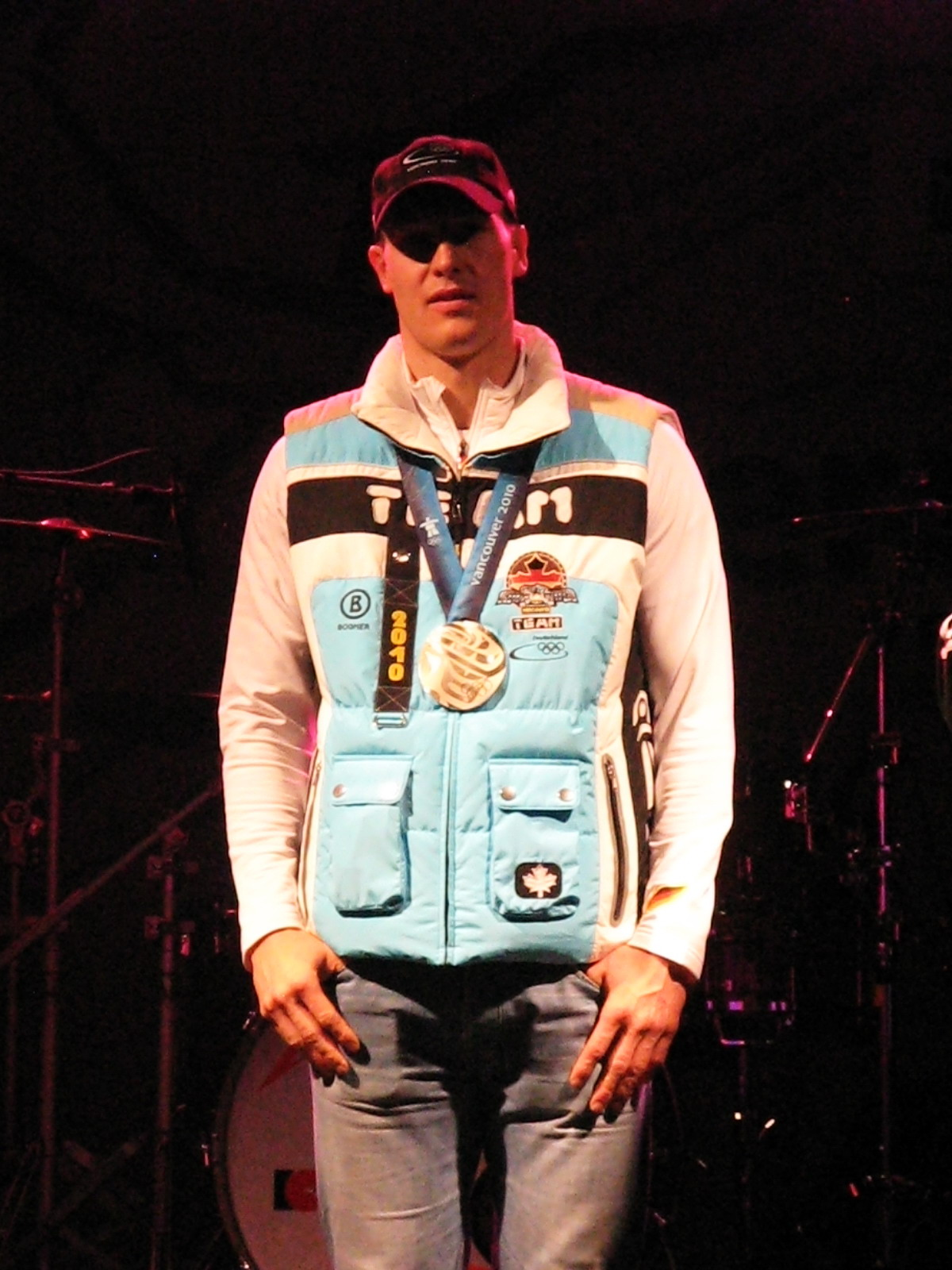
David Möller, Deutscher Meister

Im Einsitzer der Männer traten 12 Starter an. Deutscher Meister wurde der Lokalmatador David Möller vor Denis Geppert, der im zweiten Lauf mit Bestzeit von Rang 5 auf 2 fuhr, und Robert Eschrich. Andi Langenhan wurde Vierter, Andreas Graitl Fünfter und Denis Bertz fuhr auf Rang 6. Felix Loch wurde bei seinen ersten nationalen Meisterschaften der Elite Siebter; auf den weiteren Rängen folgten Richard Grill, Hans Kempter, Tobias Raßbach, Patrik Gutjahr und Johannes Ludwig. Ludwig lag nach dem ersten Lauf noch auf Rang 9, fiel jedoch aufgrund eines Fahrfehlers im zweiten Lauf bei seinen ersten nationalen Meisterschaften mit deutlichem Rückstand auf den letzten Platz.

### Doppelsitzer
| Platz | Sportlerin                        | Verein                                             | Laufzeiten        | Zeit         |
| ----- | --------------------------------- | -------------------------------------------------- | ----------------- | ------------ |
| 1     | Sebastian Schmidt/André Forker    | SSV Altenberg                                      | 43,540 s 43,478 s | 1:27,018 min |
| 2     | Patric Leitner/Alexander Resch    | WSV Königssee/RC Berchtesgaden                     | 43,533 s 43,509 s | +0,024 s     |
| 3     | André Florschütz/Torsten Wustlich | BRC 05 Friedrichroda/WSC Erzgebirge Oberwiesenthal | 43,467 s 43,821 s | +0,270 s     |
| 4     | Marcel Lorenz/Christian Baude     | BSR Rennsteig Oberhof                              | 43,826 s 43,794 s | +0,602 s     |
| 5     | Tobias Wendl/Tobias Arlt          | RC Berchtesgaden/WSV Königssee                     | 43,948 s 43,674 s | +0,604 s     |
| 6     | Toni Eggert/Marcel Oster          | BSR Rennsteig Oberhof/RT Suhl                      | 43,767 s 44,418 s | +1,167 s     |
|       | Sandro Stielicke/Carl Pelzer      | BSC Winterberg                                     | 44,662 s DNS      |              |

Es traten sieben Doppelsitzerpaare beim Titelkampf um die nationale Meisterschaft an. Nach dem ersten Lauf führten André Florschütz und Torsten Wustlich vor Patric Leitner und Alexander Resch sowie Sebastian Schmidt und André Forker. Vierte waren Toni Eggert und Marcel Oster, auf den weiteren Plätzen lagen Marcel Lorenz und Christian Baude, Tobias Wendl und Tobias Arlt sowie Sandro Stielicke und Carl Pelzer. Stielicke/Pelzer traten zum zweiten Lauf, der einige Änderungen im Klassement mit sich brachte, nicht mehr an. Schmidt/Forker sicherten sich mit einem starken zweiten Lauf und Bestzeit den Meistertitel, Leitner/Resch mussten sich um 24 Tausendstel geschlagen geben. Florschütz/Wustlich rutschten nach einem Fahrfehler im unteren Bahnteil auf den Bronzerang ab. Lorenz/Baude und Wendl/Arlt folgten auf den Plätzen 4 und 6, da Eggert und Oster nach einem verpatzten Start nur mit deutlichem Rückstand ins Ziel kamen.